# Henryk Swaryczewski
Henryk Michał Swaryczewski (ur. ok. 1847 we Lwowie, zm. 18 października 1904 w Lublinie) – polski aktor i przedsiębiorca teatralny, dyrektor teatrów prowincjonalnych, komediopisarz.

## Kariera aktorska
Uczył się w szkole dramatycznej we Lwowie. Następnie występował w zespołach teatrów prowincjonalnych: Juliana Grabińskiego (1873–1876, 1881–1885, sez. 1887/1888), Franciszka Idziakowskiego, Władysława Wernera i Łucjana Kościeleckiego (1877), Anastazego Trapszy (1878), Józefa Puchniewskiego (1879), Kazimierza i Stanisława Sarnowskich (1889), Łucjana Kościeleckiego (1890), Jana Józefa Piaseckiego (1890, 1893), Ludwika Czystogórskiego (sez. 1891/1892), Juliana Myszkowskiego (1894–1896, 1898), Henryka Morozowicza (sez. 1898/1899), także w warszawskich teatrach ogródkowych: "Tivoli", "Alkazar", "Arkadia", "Alhambra", "Eldorado", "Wodewil", "Promenada","Odeon" i "Bagatela" oraz w teatrze w Parku Krakowskim. W 1876 oraz w sez. 1883/1884 występował w teatrze lwowskim, a w 1880 oraz w 1885 – w Warszawskich Teatrach Rządowych. Na sez. 1893/1894 został zaangażowany do teatru krakowskiego. Wystąpił m.in. w rolach: Malcolma (Makbet), Anzelma (Mizantrop i druciarz), Generała Morina (Niedorostek), Protazego (Dziwacy), Swojewskiego (Na wsi), Wistowskiego (Grube ryby), Seweryna Bogusza (Luminarz),  Cześnika (Zemsta), Mruczydoła (Staroświecczyzna i postęp czasu), Petryłły (Miód kasztelański), Bartola (Cyrulik sewilski) i Pszenicznikiewicza (Okrężne). Role operetkowe: Kalchas (Piękna Helena), Major (Nitouche) i Wójt (Dzwony kornewilskie).

## Zarządzanie zespołami teatralnymi
Od 7 III 1888 prowadził zespół w Lublinie, początkowo samodzielnie, a następnie zawarł spółkę z Kazimierzem Sarnowskim, wraz z którym prowadził zespół w Lublinie i Siedlcach.

## Twórczość
Był autorem komedii:  Don Juan warszawski, Pan z panów, Dobosz w Karpatach oraz antologii utworów humorystycznych: Księga humoru i satyry : zbiór humoresek, monologów, satyr wierszem i prozą, gawęd, dyalogów, romansów fin de siècle, oraz różnych wierszy i scen humorystyczno-satyrycznych (1900).

## Życie prywatne
Jego żoną była aktorka teatralna Franciszka z Gajewskich.